# Kraśnik Koszaliński (gmina)
Kraśnik Koszaliński (od 1973 Biesiekierz) – dawna gmina wiejska istniejąca w latach 1946–1954 w woj. szczecińskim i koszalińskim (dzisiejsze woj. zachodniopomorskie). Siedzibą władz gminy był Kraśnik Koszaliński.
Gmina Kraśnik Koszaliński powstała po II wojnie światowej na terenie tzw. Ziem Odzyskanych (tzw. III okręg administracyjny – Pomorze Zachodnie). 28 czerwca 1946 gmina – jako jednostka administracyjna powiatu koszalińskiego – weszła w skład nowo utworzonego woj. szczecińskiego. 6 lipca 1950 gmina wraz z całym powiatem koszalińskim weszła w skład nowo utworzonego woj. koszalińskiego.
Według stanu z 1 lipca 1952 gmina składała się z 9 gromad: Biesiekierz, Kotłowo, Kraśnik Koszaliński, Laski Koszalińskie, Nosowo, Parnowo, Parsowo, Świemino i Warmino. Gmina została zniesiona 29 września 1954 wraz z reformą wprowadzającą gromady w miejsce gmin. Jednostki nie przywrócono 1 stycznia 1973 wraz z kolejną reformą reaktywującą gminy, utworzono natomiast jej terytorialny odpowiednik, gminę Biesiekierz.
Zobacz też: gmina Kraśnik.